# Weissia muhlenbergiana
Weissia muhlenbergiana là một loài Rêu trong họ Pottiaceae. Loài này được (Sw.) W.D. Reese & B.A.E. Lemmon miêu tả khoa học đầu tiên năm 1965.